# Vladimir Horowitz
Vladimir Samoylovych Horowitz (tiếng Ukraina: Володимир Самійлович Горовиць, Volodymyr Samiilovych Horovyts; tiếng Nga: Владимир Самойлович Горовиц, Vladimir Samojlovič Gorovits; 1 tháng 10 năm 1903 – 5 tháng 11 năm 1989) là một nghệ sĩ piano cổ điển người Mỹ gốc Nga. Kỹ thuật, sắc thái và sự sôi động trong lối chơi của Horowitz được xem như huyền thoại. Ông được tôn vinh là một trong những nghệ sĩ piano xuất chúng nhất của thế kỷ 20 cùng với Sviatoslav Teofilovich Richter và Arturo Benedetti Michelangeli.

## Tiểu sử và bước đầu sự nghiệp
Horowitz nói rằng ông sinh tại Kiev, Ukraina thuộc Đế quốc Nga nhưng một số nguồn tin khác cho rằng Horowitz sinh tại Berdichev, Ukraina. Trong một cuộc phỏng vấn năm 1991, bà Natasha Saitzoff - em họ của Horowitz - đã nói rằng bốn anh em Horowitz đều sinh tại Kiev, nhưng bà Wanda Toscanini - vợ của Horowitz lại tin rằng Horowitz sinh tại Berdichev.
Horowitz sinh năm 1903, nhưng bố ông đã khai sinh Horowitz năm 1904 để tránh nghĩa vụ quân sự nhằm giữ gìn đôi tay cho ông. Năm sinh giả (1904) vẫn còn được lưu trong một số tài liệu nhưng nguồn tin từ nhà chức trách và từ Horowitz đã khẳng định năm sinh là 1903.
Horowitz được mẹ (là một nghệ sĩ piano loại khá) dạy đàn từ khi còn nhỏ tuổi. Năm 1912 Horowitz theo học piano tại nhạc viện Kiev với các thầy Vladimir Puchalsky, Sergei Tarnowsky và Felix Blumenfeld. Ông tốt nghiệp nhạc viện năm 1919 và đã biểu diễn bản Piano concerto Số 3 cung Rê thứ viết cho piano và dàn nhạc của Rachmaninov. Horowitz biểu diễn solo lần đầu tiên vào năm 1920.
Sự nghiệp của Horowitz tiến triển rất nhanh; ông bắt đầu lưu diễn ở Nga và thường được trả thù lao bằng bánh mì, bơ và sô-cô-la do tình hình kinh tế khó khăn của Nga thời đó. Từ năm 1922-1923 ông đã có 23 buổi trình diễn với 11 chương trình khác nhau tại thành phố Leningrad. Ngày 2 tháng 1 năm 1926, Horowitz trình diễn ở Berlin, Đức. Đây là lần trình diễn đầu tiên ở nước ngoài của ông. Sau đó Horowitz đã lần lượt trình diễn ở Paris, London và New York. New York chính là nơi Horowitz chọn để định cư vào năm 1940. Ông trở thành công dân Mỹ năm 1944.

## Học trò
Từ đầu năm 1944, Horowitz bắt đầu làm việc với một nhóm nghệ sĩ piano trẻ. Người đầu tiên trong số đó là Byron Janis, người đã học với Horowitz đến năm 1948. Byron Janis kể lại rằng ông được Horowitz xem như con trai và thường được đi lưu diễn cùng với vợ chồng Horowitz. Trong thời gian tạm nghỉ diễn lần thứ hai Horowitz nhận dạy nhiều học trò hơn, trong đó có Gary Graffman (1953-1955), Coleman Blumfield (1956-1958), Ronald Turini (1957-1963), Alexander Fiorillo (1950-1962) và Ivan Davis (1961-1962). Năm 1980, Horowitz tiếp tục dạy các nghệ sĩ Murray Perahia, người đã có một sự nghiệp ổn định, và Eduardus Halim. Vào thời điểm này, Horowitz lo lắng về việc một học trò của ông có thể bị gọi là một "bản sao Horowitz". Do đó các giờ dạy của Horowitz không được thông báo công khai và ông luôn nói rằng: "Tôi không dạy bạn, tôi chỉ cho bạn lời khuyên". Sau này Horowitz chỉ nhận Janis, Graffman và Turini là các học trò mặc dù ông đã dạy cho nhiều người.

## Đời tư
Năm 1933 Horowitz thành hôn với Wanda Toscanini (con gái của nhạc trưởng nổi tiếng người Ý Arturo Toscanini). Wanda là người theo Thiên Chúa giáo, còn Horowitz là người theo Do Thái giáo. Tuy vậy sự khác biệt này không ảnh hưởng đến hôn nhân của họ. Do Wanda không nói được tiếng Nga và Horowitz biết rất ít tiếng Ý nên ngôn ngữ chung của hai người là tiếng Pháp. Horowitz và Wanda có một con gái tên là Sonia Toscanini Horowitz (1934-1975).
Mặc dù Horowitz đã có gia đình, nhưng đã có những chứng cớ độc lập để nói rằng ông là một người đồng tính luyến ái. Horowitz đã nói: "Có ba kiểu nghệ sĩ dương cầm: Nghệ sĩ dương cầm Do Thái, nghệ sĩ dương cầm đồng tính và nghệ sĩ dương cầm kém!".
Trong thập niên 1950, Horowitz phải điều trị tâm lý để thay đổi định hướng về giới tính. Đầu thập niên 1960, ông phải điều trị sốc điện để chữa chứng trầm cảm.

## Danh mục biểu diễn và kỹ thuật
Horowitz nổi tiếng với việc thể hiện các tác phẩm piano của thời kỳ âm nhạc lãng mạn.

## Các giải thưởng
Grammy Award for Best Classical Performance - Instrumental Soloist or Soloists
- 1987 Horowitz: The Studio Recordings, New York 1985 (Deutsche Grammophon 419217)
- 1969 Horowitz on Television: Chopin, Scriabin, Scarlatti, Horowitz (Columbia 7106)
- 1968 Horowitz in Concert: Haydn, Schumann, Scriabin, Debussy, Mozart, Chopin (Columbia 45572)

Grammy Award for Best Instrumental Soloist(s) Performance
- 1989 Horowitz Plays Mozart: Piano Concerto No. 23  (Deutsche Grammophon 423287)
- 1979 Golden Jubilee Concert, Rachmaninoff: Piano Concerto No. 3 (RCA CLR1 2633)

Grammy Award for Best Instrumental Soloist Performance
- 1993 Horowitz Discovered Treasures: Chopin, Liszt, Scarlatti, Scriabin, Clementi (Sony 48093)
- 1991 The Last Recording (Sony SK 45818)
- 1988 Horowitz in Moscow (Deutsche Grammophon 419499)
- 1982 The Horowitz Concerts 1979/80 (RCA ARL1-3775)
- 1980 The Horowitz Concerts 1978/79 (RCA ARL1-3433)
- 1979 The Horowitz Concerts 1977/78 (RCA ARL1-2548)
- 1977 The Horowitz Concerts 1975/76 (RCA ARL1-1766)
- 1974 Horowitz Plays Scriabin (Columbia M-31620)
- 1973 Horowitz Plays Chopin (Columbia M-30643)
- 1972 Horowitz Plays Rachmaninoff (Etudes-Tableaux Piano Music; Sonatas) (Columbia M-30464)

Grammy Award for Best Classical Album:
- Columbia Records Presents Vladimir Horowitz
- 1966 Horowitz at Carnegie Hall: An Historic Return
- 1972 Horowitz Plays Rachmaninoff (Etudes-Tableaux Piano Music; Sonatas)
- 1978 Concert of the Century with Leonard Bernstein (conductor), the New York Philharmonic, Dietrich Fischer-Dieskau, Vladimir Horowitz, Yehudi Menuhin, Mstislav Rostropovich, Isaac Stern, Lyndon Woodside
- 1988 Horowitz in Moscow (Deutsche Grammophon 419499)
- 1987 Horowitz: The Studio Recordings, New York 1985 (Deutsche Grammophon 419217)

Grammy Lifetime Achievement Award, 1990
Grammy Award for Best Engineered Album, Classical:
- 1966 Horowitz at Carnegie Hall — An Historic Return
- 1987 Horowitz: The Studio Recordings, New York 1985 (Deutsche Grammophon 419217)

## Video
- Vladimir Horowitz biểu diễn bản Traumerei
- Vladimir Horowitz biểu diễn bản Ballade số 1 của Chopin
- Lots of Horowitz clips[liên kết hỏng]
- Video ghi hình một số buổi biểu diễn của Horowitz[liên kết hỏng]